# Otacilia horizon
Otacilia horizon (лат.) — вид аранеоморфных пауков рода Otacilia из семейства Phrurolithidae.

## Распространение
Встречаются в Китае (Юньнань: Baoshan City, Longyang District, Lujiang Town; 24,928124°N, 98,797474°E, на высоте 1927 м).

## Описание
Мелкие пауки, длина тела 4—6 мм. Карапакс желтый, с несколькими фигурами, напоминающими стекающие капли воды, рядом с фовеа. Брюшко серое, с желтым дорсально скутумом и черным рисунком в передней части и тремя черными поперечными полосами в задней части. Ноги желтые. Этот вид похож на Otacilia yangi Zhang, Fu & Zhu, 2009 сходным положением и формой копулятивных отверстий, но может быть распознан по: 1) наличию треугольного апофиза пролатерально у основания ретролатерального апофиза голени (против отсутствия), 2) поперечному эмболу (против восходящего), 3) более толстые копулятивные протоки (против тонких) и 4) отсутствие железистых придатков (против их наличия). Наземные пауки, обитающие в опавших листьях на лесной подстилке.

## Таксономия и этимология
Вид был впервые описан в 2023 году группой китайских арахнологов (Yannan Mu, Feng Zhang; Hebei University, Баодин, Хэбэй, Китай) по материалам из Китая. Видовое название происходит от латинского слова «horizon», обозначающего поперечный эмболус.